# Navaia filicicola
Navaia filicicola är en insektsart som beskrevs av George Willis Kirkaldy 1907. Navaia filicicola ingår i släktet Navaia och familjen dvärgstritar. Inga underarter finns listade i Catalogue of Life.